# Fußball-Weltmeisterschaft 2010/Chile

## Qualifikation
Die Mannschaft qualifizierte sich über die Qualifikationsspiele des südamerikanischen Fußballverbandes CONMEBOL für die Weltmeisterschaft in Südafrika.
Alle zehn Mannschaften, die dem südamerikanischen Verband CONMEBOL angehörten, spielten in einer einzigen Gruppenphase mit Hin- und Rückspiel gegeneinander, wobei sich insgesamt 18 Begegnungen ergaben. Die vier bestplatzierten Teams qualifizierten sich direkt für die Endrunde der Weltmeisterschaft 2010, wobei der Fünftplatzierte sich gegen den Viertplatzierten aus der CONCACAF-Qualifikation um einen Endrundenplatz messen musste. Chile stieg als Gruppenzweiter direkt in die Endrunde auf.

### Gruppenphase
13. Oktober 2007:
Argentinien – Chile 2:0 (2:0)
17. Oktober 2007:
Chile – Peru 2:0 (1:0)
18. November 2007:
Uruguay – Chile 2:2 (1:0)
21. November 2007:
Chile – Paraguay 0:3 (0:2)
15. Juni 2008:
Bolivien – Chile 0:2 (0:1)
19. Juni 2008:
Venezuela – Chile 2:3 (0:0)
7. September 2008:
Chile – Brasilien 0:3 (0:2)
10. September 2008:
Chile – Kolumbien 4:0 (2:0)
12. Oktober 2008:
Ecuador – Chile 1:0 (0:0)
15. Oktober 2008:
Chile – Argentinien 1:0 (1:0)
29. März 2009:
Peru – Chile 1:3 (1:2)
1. April 2009:
Chile – Uruguay 0:0
6. Juni 2009:
Paraguay – Chile 0:2 (0:1)
10. Juni 2009:
Chile – Bolivien 4:0 (1:0)
5. September 2009:
Chile – Venezuela 2:2 (1:2)
9. September 2009:
Brasilien – Chile 4:2 (2:1)
10. Oktober 2009:
Kolumbien – Chile 2:4 (1:2)
14. Oktober 2009:
Chile – Ecuador 1:0 (0:0)

## Chilenisches Aufgebot
Nationaltrainer Marcelo Bielsa nominierte ursprünglich 30 Spieler in das vorläufige Aufgebot, strich aber bereits am 18. Mai mit Manuel Iturra (Universidad de Chile), Pedro Morales (Dinamo Zagreb), Jaime Valdés (Atalanta Bergamo), Charles Aránguiz und José Pedro Fuenzalida (beide Colo-Colo) fünf Mittelfeldspieler aus dem Kader. Am 25. Mai wurde mit dem Angreifer Héctor Mancilla (Deportivo Toluca) ein weiterer Spieler gestrichen, am 1. Juni verpasste Roberto Cereceda (Colo-Colo) als letzter Spieler den Sprung in das endgültige Aufgebot.
| Nr.               | Name             | Verein vor WM-Beginn    | Geburtstag | Spiele   | Tore     |          |          |          |          |
| Torhüter          | Torhüter         | Torhüter                | Torhüter   | Torhüter | Torhüter | Torhüter | Torhüter | Torhüter | Torhüter |
| ----------------- | ---------------- | ----------------------- | ---------- | -------- | -------- | -------- | -------- | -------- | -------- |
| 1                 | Claudio Bravo    | Real Sociedad           | 13.04.1983 | 4        | 0        | 0        | 0        | 0        |          |
| 12                | Miguel Pinto     | CF Universidad de Chile | 04.07.1983 | 0        | 0        | 0        | 0        | 0        |          |
| 23                | Luis Marín       | Unión Española          | 18.05.1983 | 0        | 0        | 0        | 0        | 0        |          |
| Abwehrspieler     |                  |                         |            |          |          |          |          |          |          |
| 2                 | Ismael Fuentes   | CD Universidad Católica | 04.08.1981 | 1        | 0        | 1        | 0        | 0        |          |
| 3                 | Waldo Ponce      | CD Universidad Católica | 04.12.1982 | 3        | 0        | 2        | 0        | 0        |          |
| 4                 | Mauricio Isla    | Udinese Calcio          | 12.06.1988 | 4        | 0        | 0        | 0        | 0        |          |
| 5                 | Pablo Contreras  | PAOK Thessaloniki       | 11.09.1978 | 2        | 0        | 0        | 0        | 0        |          |
| 17                | Gary Medel       | Boca Juniors            | 03.08.1987 | 3        | 0        | 2        | 0        | 0        |          |
| 18                | Gonzalo Jara     | West Bromwich Albion    | 29.08.1985 | 4        | 0        | 0        | 0        | 0        |          |
| Mittelfeldspieler |                  |                         |            |          |          |          |          |          |          |
| 6                 | Carlos Carmona   | Reggina Calcio          | 21.02.1987 | 3        | 0        | 2        | 0        | 0        |          |
| 8                 | Arturo Vidal     | Bayer 04 Leverkusen     | 22.05.1987 | 4        | 0        | 1        | 0        | 0        |          |
| 10                | Jorge Valdivia   | al Ain Club             | 19.10.1983 | 4        | 0        | 1        | 0        | 0        |          |
| 11                | Mark González    | ZSKA Moskau             | 10.07.1984 | 4        | 1        | 0        | 0        | 0        |          |
| 13                | Marco Estrada    | CF Universidad de Chile | 28.05.1983 | 1        | 0        | 0        | 1        | 0        |          |
| 14                | Matías Fernández | Sporting Lissabon       | 15.05.1986 | 2        | 0        | 2        | 0        | 0        |          |
| 15                | Jean Beausejour  | Club América            | 01.06.1984 | 4        | 1        | 0        | 0        | 0        |          |
| 19                | Gonzalo Fierro   | Flamengo Rio de Janeiro | 21.03.1983 | 0        | 0        | 0        | 0        | 0        |          |
| 20                | Rodrigo Millar   | CSD Colo-Colo           | 03.11.1981 | 3        | 1        | 1        | 0        | 0        |          |
| 21                | Rodrigo Tello    | Beşiktaş Istanbul       | 14.10.1979 | 1        | 0        | 0        | 0        | 0        |          |
| Stürmer           |                  |                         |            |          |          |          |          |          |          |
| 7                 | Alexis Sánchez   | Udinese Calcio          | 19.12.1988 | 4        | 0        | 0        | 0        | 0        |          |
| 9                 | Humberto Suazo   | Real Saragossa          | 10.05.1981 | 2        | 0        | 1        | 0        | 0        |          |
| 16                | Fabián Orellana  | Deportivo Xerez         | 27.01.1986 | 1        | 0        | 0        | 0        | 0        |          |
| 22                | Esteban Paredes  | CSD Colo-Colo           | 01.08.1980 | 2        | 0        | 0        | 0        | 0        |          |
| Trainer           |                  |                         |            |          |          |          |          |          |          |
|                   | Marcelo Bielsa   |                         | 21.07.1955 |          |          |          |          |          |          |

## Vorrunde
In der Vorrunde der Weltmeisterschaft 2010 in Südafrika traf die chilenische Nationalmannschaft in der Gruppe H auf Spanien, die Schweiz und Honduras. Nach knappen Siegen in den ersten beiden Spielen hatte Chile beste Voraussetzungen, um in die Finalrunde einzuziehen. Am Ende kamen sie trotz einer Niederlage im abschließenden Spiel gegen Gruppenfavorit Spanien als Tabellenzweiter ins Achtelfinale, weil die Schweiz gegen Honduras zur gleichen Zeit nicht über ein 0:0 hinauskam.
- Mittwoch, 16. Juni 2010; 13:30 Uhr in Nelspruit
 Honduras –  Chile 0:1 (0:1)
- Montag, 21. Juni 2010; 16:00 Uhr in Port Elizabeth
 Chile –  Schweiz 1:0 (0:0)
- Freitag, 25. Juni 2010; 20:30 Uhr in Pretoria
 Chile –  Spanien 1:2 (0:2)

## Finalrunde

### Achtelfinale
Die Auswahl Chiles traf als Zweitplatzierter der Gruppe H im Achtelfinale auf Brasilien, den Sieger der Gruppe G.
- Montag, 28. Juni 2010; 20:30 Uhr in Johannesburg
 Brasilien –  Chile 3:0 (2:0)